# 神机妙算刘伯温 (2015年电视剧)
《神机妙算刘伯温》，中国大陆古装剧，导演韩刚，主演何冰、于震、王刚、王姬、姜寒。该剧中，加入了应时局2013年起的中国共产党中央纪律检查委员会反腐运动，显示了朱元璋和刘基的反腐手段。2014年6月殺青，2015年2月20日晚22:30分登陆北京卫视。2018年5月31日MOD龍華戲劇台播出。

## 节目播出日期及时间
| 播出频道   | 国家 | 播出日期及时间 | 备注                        | 韓譯、台譯 |
| ---------- | ---- | -------------- | --------------------------- | ---------- |
| CHING      |      | 2015年11月     | 週一至週五07:40/15:20/01:00 |            |
| 緯來育樂台 | 臺灣 | 2017年3月9日   | 週一至週五20:00             | 神算劉伯溫 |

## 剧情
该剧讲述了元末明初刘基（刘伯温）“三分天下诸葛亮，一统江山刘伯温”辅助朱元璋驱逐蒙古军队，重复恢复汉室王朝的功绩。

## 演出
| 演员 | 角色   | 备注   |
| 何冰 | 刘基   | 刘伯温 |
| 震   | 朱元璋 | 皇帝   |
| 王刚 | 李善长 | 宰相   |
| 王姬 | 马皇后 |        |